# Thierry Foucher
Pour les articles homonymes, voir Foucher.
Thierry Foucher est un auteur de livres pour la jeunesse.
On lui doit Les Larmes de petit croco, ainsi que de petit polars, destinés également à la jeunesse, tels que Un coup de poing dans la tête.